# Volley-ball aux Jeux olympiques d'été de 2004
Navigation
Sydney 2000 Pékin 2008
Cette page présente les résultats des compétitions de volley-ball et de volley-ball de plage aux Jeux olympiques d'été de 2004.

## Lieux des compétitions
Les matchs du tournoi de volley-ball se déroulent au stade de la Paix et de l'Amitié du complexe olympique de la zone côtière de Fáliro. Les matchs de volley-ball de plage ont lieu dans le même complexe.

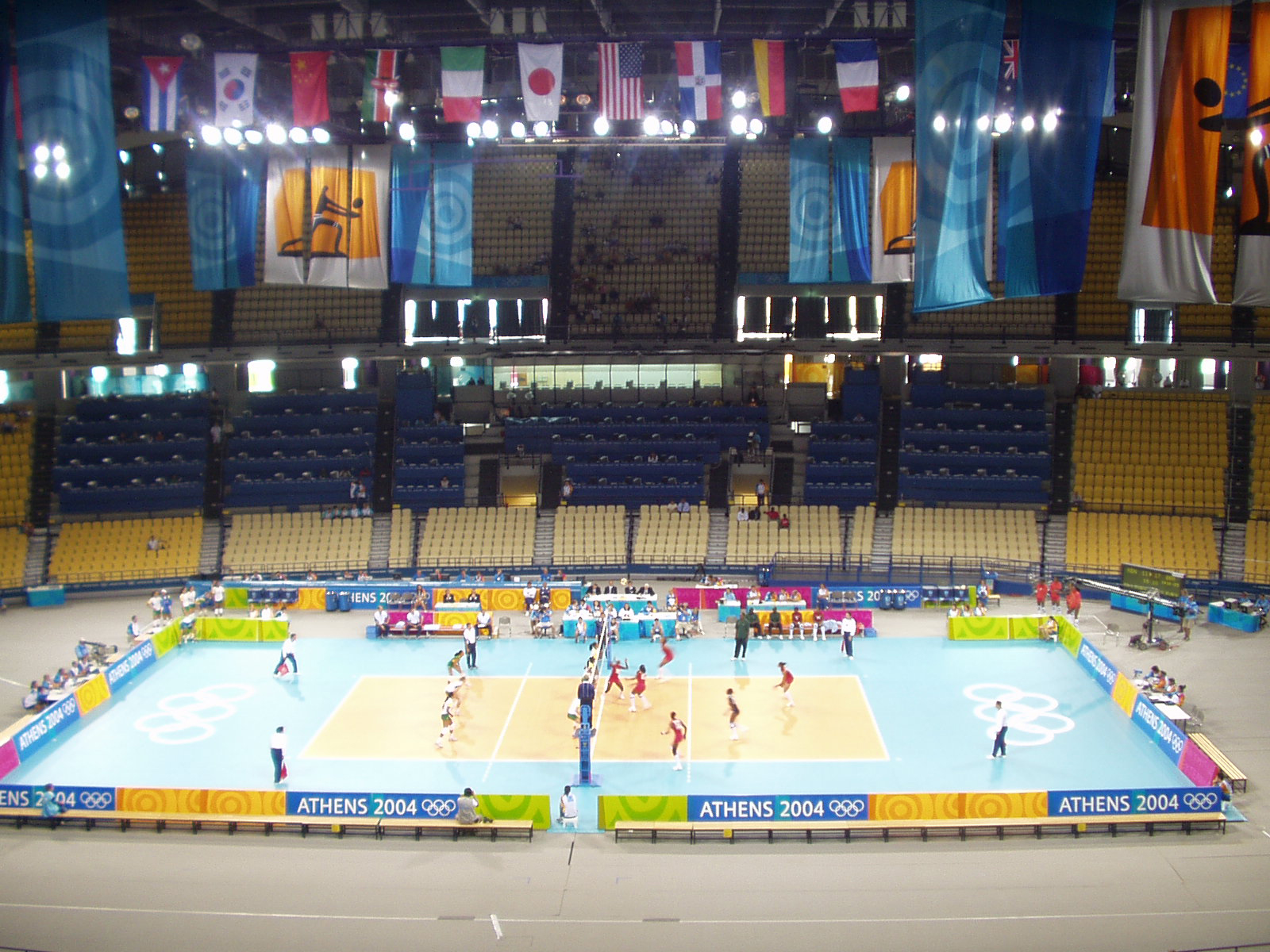
Match du tableau féminin entre le Brésil et le Kenya au stade de la Paix et de l'Amitié.

## Podiums

### Podium volley-ball
| Épreuves             | Or | Argent | Bronze |
| -------------------- | --- | --- | --- |
| Volley-ball masculin | Brésil Giovane Gávio André Heller Maurício Lima Gilberto Godoy Filho André Nascimento Sérgio Santos Anderson Rodrigues Nalbert Betancourt Gustavo Endres Rodrigo Santana Ricardo Garcia Dante Amaral | Italie Luigi Mastrangelo Valerio Vermiglio Samuele Papi Andrea Sartoretti Alberto Cisolla Vencislav Simeonov Damiano Pippi Andrea Giani Alessandro Fei Paolo Tofoli Paolo Cozzi Matej Černic                                      | Russie Stanislav Dineikine Serguei Baranov Pavel Abramov Alekseï Kazakov Serguei Tetioukine Vadim Khamouttskikh Aleksandr Kossarev Konstantin Ouchakov Taras Khteï Andreï Egortchev Aleksei Verbov Alekseï Koulechov |
| Volley-ball féminin  | Chine Chen Jing Feng Kun Li Shan Liu Yanan Song Nina Wang Lina Yang Hao Zhang Na Zhang Ping Zhang Yuehong Zhao Ruirui Zhou Suhong                                                                    | Russie Ievguenia Artamonova Lioubov Kılıç Olga Tchoukanova Iekaterina Gamova Aleksandra Koroukovets Olga Nikolaïeva Ielena Plotnikova Natalia Safronova Marina Sheshenina Irina Tebenikhina Elizaveta Tichtchenko Ielena Tiourina | Cuba Zoila Barros Rosir Calderón Nancy Carrillo Ana Fernández Maybelis Martínez Liana Mesa Anniara Muñoz Yaima Ortíz Daimí Ramírez Yumilka Ruíz Marta Sánchez Dulce Téllez                                           |

### Podium volley-ball de plage femmes
Voir résultats
| Médaille           | Noms                         | Pays       |
| ------------------ | ---------------------------- | ---------- |
| Médaille d'or      | Kerri Walsh - Misty May      | États-Unis |
| Médaille d'argent  | Adriana Behar - Shelda Bede  | Brésil     |
| Médaille de bronze | Holly McPeak - Elaine Youngs | États-Unis |

### Podium volley-ball de plage hommes
Voir résultats
| Médaille           | Noms                               | Pays    |
| ------------------ | ---------------------------------- | ------- |
| Médaille d'or      | Ricardo Alex Santos - Emanuel Rego | Brésil  |
| Médaille d'argent  | Javier Bosma - Pablo Herrera       | Espagne |
| Médaille de bronze | Patrick Heuscher - Stefan Kobel    | Suisse  |

## Volley-ball femmes

### Équipes participantes et groupes
Groupe A :  Brésil,  Corée du Sud,  Grèce,  Italie,  Japon,  Kenya.
Groupe B :  Allemagne,  Chine,  Cuba,  États-Unis,  République dominicaine,  Russie.
Les quatre premiers de chaque groupe se qualifient pour les quarts de finale.

### Premier tour

#### Groupe A
| Groupe A                       |              |     |   |   |   |    |    |       |     |     |       |
|                                | Équipe       | Pts | J | G | P | SP | SC | Ratio | PP  | PC  | Ratio |
| 1                              | Brésil       | 10  | 5 | 5 | 0 | 15 | 2  | 7,500 | 410 | 316 | 1,297 |
| 2                              | Italie       | 8   | 5 | 4 | 1 | 14 | 3  | 4,667 | 392 | 305 | 1,285 |
| 3                              | Corée du Sud | 6   | 5 | 3 | 2 | 9  | 7  | 1,286 | 355 | 352 | 1,008 |
| 4                              | Japon        | 4   | 5 | 2 | 3 | 6  | 10 | 0,600 | 346 | 343 | 1,009 |
| 5                              | Grèce        | 2   | 5 | 1 | 4 | 5  | 12 | 0,417 | 349 | 383 | 0,911 |
| 6                              | Kenya        | 0   | 5 | 0 | 5 | 0  | 15 | 0,000 | 236 | 379 | 0,623 |
|                                |              |     |   |   |   |    |    |       |     |     |       |
| Brésil · Italie · Corée du Sud |              |     |   |   |   |    |    |       |     |     |       |
| Japon · Grèce · Kenya          |              |     |   |   |   |    |    |       |     |     |       |

| Sam 14 août | Japon        | 0 | - | 3 | Brésil       | 21-25 22-25 21-25             |
| Sam 14 août | Grèce        | 3 | - | 0 | Kenya        | 25-07 25-22 25-14             |
| Sam 14 août | Corée du Sud | 0 | - | 3 | Italie       | 17-25 13-25 19-25             |
| Lun 16 août | Kenya        | 0 | - | 3 | Brésil       | 16-25 27-29 12-25             |
| Lun 16 août | Japon        | 0 | - | 3 | Italie       | 16-25 13-25 17-25             |
| Lun 16 août | Grèce        | 1 | - | 3 | Corée du Sud | 25-20 19-25 15-25 22-25       |
| Mer 18 août | Kenya        | 0 | - | 3 | Corée du Sud | 16-25 20-25 19-25             |
| Mer 18 août | Japon        | 3 | - | 1 | Grèce        | 25-10 20-25 25-21 25-22       |
| Mer 18 août | Italie       | 2 | - | 3 | Brésil       | 25-19 13-25 25-22 16-25 13-15 |
| Ven 20 août | Corée du Sud | 3 | - | 0 | Japon        | 25-21 26-24 25-21             |
| Ven 20 août | Grèce        | 0 | - | 3 | Brésil       | 22-25 22-25 11-25             |
| Ven 20 août | Kenya        | 0 | - | 3 | Italie       | 17-25 13-25 14-25             |
| Dim 22 août | Kenya        | 0 | - | 3 | Japon        | 08-25 17-25 14-25             |
| Dim 22 août | Italie       | 3 | - | 0 | Grèce        | 25-19 25-19 25-22             |
| Dim 22 août | Brésil       | 3 | - | 0 | Corée du Sud | 25-19 25-18 25-23             |

#### Groupe B
| Groupe B                                        |                  |     |   |   |   |    |    |       |     |     |       |
|                                                 | Équipe           | Pts | J | G | P | SP | SC | Ratio | PP  | PC  | Ratio |
| 1                                               | Chine            | 8   | 5 | 4 | 1 | 14 | 4  | 3,500 | 429 | 346 | 1,240 |
| 2                                               | Russie           | 6   | 5 | 3 | 2 | 11 | 8  | 1,375 | 426 | 388 | 1,098 |
| 3                                               | Cuba             | 6   | 5 | 3 | 2 | 11 | 10 | 1,100 | 443 | 460 | 0,963 |
| 4                                               | États-Unis       | 4   | 5 | 2 | 3 | 11 | 10 | 1,100 | 472 | 467 | 1,011 |
| 5                                               | Allemagne        | 4   | 5 | 2 | 3 | 7  | 11 | 0,636 | 387 | 414 | 0,935 |
| 6                                               | Rép. dominicaine | 2   | 5 | 1 | 4 | 3  | 14 | 0,214 | 334 | 416 | 0,803 |
|                                                 |                  |     |   |   |   |    |    |       |     |     |       |
| Chine · Russie · Cuba                           |                  |     |   |   |   |    |    |       |     |     |       |
| États-Unis · Allemagne · République dominicaine |                  |     |   |   |   |    |    |       |     |     |       |

| Sam 14 août | Cuba             | 2 | - | 3 | Allemagne        | 25-20 26-24 22-25 15-25 15-17 |
| Sam 14 août | Rép. dominicaine | 0 | - | 3 | Russie           | 17-25 13-25 16-25             |
| Sam 14 août | Chine            | 3 | - | 1 | États-Unis       | 25-21 23-25 25-22 25-18       |
| Lun 16 août | Rép. dominicaine | 0 | - | 3 | Chine            | 20-25 16-25 16-25             |
| Lun 16 août | États-Unis       | 3 | - | 1 | Allemagne        | 25-22 25-22 22-25 27-25       |
| Lun 16 août | Russie           | 2 | - | 3 | Cuba             | 24-26 25-19 27-25 19-25 13-15 |
| Mer 18 août | Rép. dominicaine | 3 | - | 2 | États-Unis       | 26-24 22-25 27-25 23-25 19-17 |
| Mer 18 août | Cuba             | 3 | - | 2 | Chine            | 25-19 22-25 15-25 25-21 15-13 |
| Mer 18 août | Russie           | 3 | - | 0 | Allemagne        | 31-29 25-11 25-18             |
| Ven 20 août | Chine            | 3 | - | 0 | Allemagne        | 25-18 25-15 25-16             |
| Ven 20 août | Rép. dominicaine | 0 | - | 3 | Cuba             | 23-25 17-25 23-25             |
| Ven 20 août | Russie           | 3 | - | 2 | États-Unis       | 20-25 25-17 20-25 25-18 15-11 |
| Dim 22 août | Allemagne        | 3 | - | 0 | Rép. dominicaine | 25-16 25-19 25-21             |
| Dim 22 août | Chine            | 3 | - | 0 | Russie           | 25-15 25-16 28-26             |
| Dim 22 août | Cuba             | 0 | - | 3 | États-Unis       | 22-25 12-25 19-25             |

### Phase finale
|  | Quarts de finale                            | Quarts de finale                            |                                       |                                       | Demi-finales                                | Demi-finales                                |   |  | Finale                                      | Finale                                      |
|  | Quarts de finale                            | Quarts de finale                            |                                       |                                       | Demi-finales                                | Demi-finales                                |   |  | Finale                                      | Finale                                      |
|  |                                             |                                             |                                       |                                       |                                             |                                             |   |  |                                             |                                             |
|  | Mar 24 août (25-22 25-20 22-25 25-27 15-06) | Mar 24 août (25-22 25-20 22-25 25-27 15-06) |                                       |                                       | Jeu 26 août (18-25 21-25 25-22 28-26 16-14) | Jeu 26 août (18-25 21-25 25-22 28-26 16-14) |   |  | Sam 28 août (30-28 27-25 20-25 23-25 12-15) | Sam 28 août (30-28 27-25 20-25 23-25 12-15) |
|  | Mar 24 août (25-22 25-20 22-25 25-27 15-06) | Mar 24 août (25-22 25-20 22-25 25-27 15-06) |                                       |                                       | Jeu 26 août (18-25 21-25 25-22 28-26 16-14) | Jeu 26 août (18-25 21-25 25-22 28-26 16-14) |   |  | Sam 28 août (30-28 27-25 20-25 23-25 12-15) | Sam 28 août (30-28 27-25 20-25 23-25 12-15) |
|  | Brésil                                      | 3                                           |                                       |                                       | Jeu 26 août (18-25 21-25 25-22 28-26 16-14) | Jeu 26 août (18-25 21-25 25-22 28-26 16-14) |   |  | Sam 28 août (30-28 27-25 20-25 23-25 12-15) | Sam 28 août (30-28 27-25 20-25 23-25 12-15) |
|  | Brésil                                      | 3                                           |                                       |                                       | Jeu 26 août (18-25 21-25 25-22 28-26 16-14) | Jeu 26 août (18-25 21-25 25-22 28-26 16-14) |   |  | Sam 28 août (30-28 27-25 20-25 23-25 12-15) | Sam 28 août (30-28 27-25 20-25 23-25 12-15) |
|  | États-Unis                                  | 2                                           |                                       |                                       | Jeu 26 août (18-25 21-25 25-22 28-26 16-14) | Jeu 26 août (18-25 21-25 25-22 28-26 16-14) |   |  | Sam 28 août (30-28 27-25 20-25 23-25 12-15) | Sam 28 août (30-28 27-25 20-25 23-25 12-15) |
|  | États-Unis                                  | 2                                           | Russie                                | 3                                     |                                             |                                             |   |  | Sam 28 août (30-28 27-25 20-25 23-25 12-15) | Sam 28 août (30-28 27-25 20-25 23-25 12-15) |
|  | Mar 24 août (17-25 15-25 22-25)             |                                             | Russie                                | 3                                     |                                             |                                             |   |  | Sam 28 août (30-28 27-25 20-25 23-25 12-15) | Sam 28 août (30-28 27-25 20-25 23-25 12-15) |
|  |                                             | Brésil                                      | 2                                     |                                       |                                             |                                             |   |  | Sam 28 août (30-28 27-25 20-25 23-25 12-15) | Sam 28 août (30-28 27-25 20-25 23-25 12-15) |
|  | Corée du Sud                                | Brésil                                      | 2                                     | 0                                     |                                             |                                             |   |  | Sam 28 août (30-28 27-25 20-25 23-25 12-15) | Sam 28 août (30-28 27-25 20-25 23-25 12-15) |
|  | Corée du Sud                                |                                             |                                       | 0                                     |                                             |                                             |   |  | Sam 28 août (30-28 27-25 20-25 23-25 12-15) | Sam 28 août (30-28 27-25 20-25 23-25 12-15) |
|  | Russie                                      | 3                                           |                                       |                                       |                                             |                                             |   |  | Sam 28 août (30-28 27-25 20-25 23-25 12-15) | Sam 28 août (30-28 27-25 20-25 23-25 12-15) |
|  | Russie                                      | 3                                           | Russie                                | 2                                     |                                             |                                             |   |  |                                             |                                             |
|  | Mar 24 août (20-25 22-25 20-25)             |                                             | Russie                                | 2                                     |                                             |                                             |   |  |                                             |                                             |
|  |                                             | Chine                                       | 3                                     |                                       |                                             |                                             |   |  |                                             |                                             |
|  | Japon                                       | Chine                                       | 3                                     | 0                                     |                                             |                                             |   |  |                                             |                                             |
|  | Japon                                       | Jeu 26 août (22-25 20-25 25-17 25-23 10-15) |                                       | 0                                     |                                             |                                             |   |  |                                             |                                             |
|  | Chine                                       | 3                                           |                                       |                                       |                                             |                                             |   |  |                                             |                                             |
|  | Chine                                       | 3                                           | Cuba                                  | 2                                     |                                             |                                             |   |  |                                             |                                             |
|  | Mar 24 août (23-25 25-14 25-22 14-25 12-15) | Mar 24 août (23-25 25-14 25-22 14-25 12-15) | Cuba                                  | 2                                     | Match pour la 3e place                      | Match pour la 3e place                      |   |  |                                             |                                             |
|  | Mar 24 août (23-25 25-14 25-22 14-25 12-15) | Mar 24 août (23-25 25-14 25-22 14-25 12-15) |                                       | Chine                                 | Match pour la 3e place                      | Match pour la 3e place                      | 3 |  |                                             |                                             |
|  | Italie                                      | 2                                           | Sam 28 août (22-25 22-25 25-14 17-25) | Sam 28 août (22-25 22-25 25-14 17-25) |                                             |                                             | 3 |  |                                             |                                             |
|  | Italie                                      | 2                                           | Sam 28 août (22-25 22-25 25-14 17-25) | Sam 28 août (22-25 22-25 25-14 17-25) |                                             |                                             |   |  |                                             |                                             |
|  | Cuba                                        | 3                                           |                                       | Brésil                                | 1                                           |                                             |   |  |                                             |                                             |
|  | Cuba                                        | 3                                           |                                       | Brésil                                | 1                                           |                                             |   |  |                                             |                                             |
|  |                                             |                                             |                                       |                                       |                                             |                                             |   |  | Cuba                                        | 3                                           |
|  |                                             |                                             |                                       |                                       |                                             |                                             |   |  | Cuba                                        | 3                                           |

### Classement final
| Rang                                | Nation                 |
| ----------------------------------- | ---------------------- |
| Médaille d'or, Jeux olympiques      | Chine                  |
| Médaille d'argent, Jeux olympiques  | Russie                 |
| Médaille de bronze, Jeux olympiques | Cuba                   |
| 4                                   | Brésil                 |
| 5                                   | Italie                 |
| -                                   | Japon                  |
| -                                   | Corée du Sud           |
| -                                   | États-Unis             |
| 9                                   | Allemagne              |
| -                                   | Grèce                  |
| 11                                  | République dominicaine |
| -                                   | Kenya                  |

## Volley-ball hommes

### Équipes participantes et groupes
Groupe A :  Argentine,  Grèce,  France,  Pologne,  Serbie-et-Monténégro,  Tunisie.
Groupe B :  Australie,  Brésil,  États-Unis,  Italie,  Pays-Bas,  Russie.
Les quatre premiers de chaque groupe se qualifient pour les quarts de finale.

### Premier tour

#### Groupe A
- 1re journée (Dimanche 15 août)

Serbie-Monténégro - Pologne : 0 - 3 (21-25, 17-25, 16-25)
Argentine - France : 3 - 0 (25-15, 25-23, 25-22)
Tunisie - Grèce : 0 - 3 (20-25, 14-25, 17-25)
- 2e journée (Mardi 17 août)

Tunisie - Argentine : 2 - 3 (20-25, 25-23, 16-25, 25-22, 10-15)
Serbie-Monténégro - France : 3 - 0 (25-21, 30-28, 25-22)
Pologne - Grèce : 3 - 1 (25-21, 18-25, 21-25, 20-25)
- 3e journée (Jeudi 19 août)

France - Pologne : 3 - 0 (25-15, 25-18, 25-17)
Serbie-Monténégro - Tunisie : 3 - 0 (25-16, 25-18, 25-21)
Argentine - Grèce : 3 - 1 (16-25, 25-21, 25-22, 25-22)
- 4e journée (Samedi 21 août)

Pologne - Tunisie : 3 - 1 (25-18, 23-25, 25-19, 25-23)
Argentine - Serbie-Monténégro : 1 -3 (25-21, 17-25, 21-25, 23-25)
Grèce - France : 3 - 2 (25-22, 14-25, 26-24, 23-25, 15-10)
- 5e journée (Lundi 23 août)

France - Tunisie : 3 - 1 (25-23, 18-25, 25-19, 25-19)
Pologne - Argentine : 3 - 2 (25-19, 25-22, 23-25, 22-25, 20-18)
Grèce - Serbie-Monténégro : 2 - 3 (25-21, 36-38, 13-25, 25-23, 12-15)
- Classement

| Rang | Pays                 | Pts | V | D | Sp | Sc | Diff |
| ---- | -------------------- | --- | - | - | -- | -- | ---- |
| 1    | Serbie-et-Monténégro | 9   | 4 | 1 | 12 | 6  | 6    |
| 2    | Argentine            | 8   | 3 | 2 | 12 | 9  | 3    |
| 3    | Grèce                | 8   | 3 | 2 | 12 | 9  | 3    |
| 4    | Pologne              | 8   | 3 | 2 | 10 | 9  | 1    |
| 5    | France               | 7   | 2 | 3 | 8  | 10 | -2   |
| 6    | Tunisie              | 5   | 0 | 5 | 4  | 15 | -11  |

#### Groupe B
- 1re journée (Dimanche 15 août)

Pays-Bas - Russie : 3 - 2 (25-23, 19-25, 17-25, 27-25, 18-16)
Brésil - Australie : 3 - 1 (23-25, 25-19, 25-12, 25-21)
Italie - États-Unis : 3 - 1 (25-21, 21-25, 25-17, 25-23)
- 2e journée (Mardi 17 août)

Australie - Russie : 0 - 3 (17-25, 24-26, 23-25)
États-Unis - Pays-Bas : 3 - 0 (26-24, 25-20, 25-18)
Brésil - Italie : 3 - 2 (25-21, 15-25, 25-16, 21-25, 33-31)
- 3e journée (Jeudi 19 août)

Australie - Italie : 0 - 3 (20-25, 18-25, 21-25)
Brésil - Pays-Bas : 3 - 1 (25-22, 24-26, 25-21, 25-19)
États-Unis - Russie : 1 - 3 (25-22, 20-25, 16-25, 13-25)
- 4e journée (Samedi 21 août)

États-Unis - Australie : 3 - 1 (25-19, 23-25, 25-13, 25-19)
Italie - Pays-Bas : 3 - 0 (25-19, 25-21, 25-20)
Brésil - Russie : 3 - 0 (25-19, 25-13, 25-23)
- 5e journée (Lundi 23 août)

Italie - Russie : 2 - 3 (16-25, 22-25, 25-22, 25-23, 13-15)
Australie - Pays-Bas : 0 - 3 (22-25, 17-25, 16-25)
États-Unis - Brésil : 3 - 1 (25-22, 25-23, 18-25, 25-22)
- Classement

| Rang | Pays       | Pts | V | D | Sp | Sc | Diff |
| ---- | ---------- | --- | - | - | -- | -- | ---- |
| 1    | Brésil     | 9   | 4 | 1 | 13 | 7  | 6    |
| 2    | Italie     | 8   | 3 | 2 | 13 | 7  | 6    |
| 3    | États-Unis | 8   | 3 | 2 | 11 | 8  | 3    |
| 4    | Russie     | 8   | 3 | 2 | 11 | 9  | 2    |
| 5    | Pays-Bas   | 7   | 2 | 3 | 7  | 11 | -4   |
| 6    | Australie  | 5   | 0 | 5 | 2  | 15 | -13  |

### Quarts de finale
Mercredi 25 août
- Italie  Argentine : 3 - 1(22-25, 25-22, 26-24, 28-26)
- États-Unis  Grèce : 3 - 2 (25-20, 22-25, 25-27, 25-23, 17-15)
- Brésil  Pologne : 3 - 0(25-22, 27-25, 25-18)
- Russie  Serbie-et-Monténégro : 3 - 1 (29-27, 23-25, 27-25, 28-26)

### Demi-finales
Vendredi 27 août
- Russie -  Italie : 0 - 3 (16 - 25 ; 17 - 25 ; 16 - 25)
- États-Unis  Brésil : 0 - 3 (16-25, 17-25, 23-25)

### Match pour la3eplace
Dimanche 29 août
- Russie -  États-Unis : 3 - 0 (25-22, 27-25, 25-16)

### Finale
Dimanche 29 août
- Italie -  Brésil : 1 - 3 (15-25, 26-24, 20-25, 22-25)

## Volley-ball de plage femmes

### Éliminatoires
Du 14 au 19 août
Poule A
- 1re journée (Dimanche 15 août)

Celbova-Novakova (CZE) - Kadijk R.-Leenstra (NED) : 2-0 (21-19, 21-16)
Walsh-May (USA) - Tokuno-Kusuhara (JPN) : 2-0 (21-9, 21-16)
- 2e journée (Mardi 17 août)

Celbova-Novakova (CZE) - Tokuno-Kusuhara (JPN) : 2-0 (23-21, 21-12)
Walsh-May (USA) - Kadijk R.-Leenstra (NED) : 2-0 (21-11, 21-13)
- 3e journée (Jeudi 19 août)

Kadijk R.-Leenstra (NED) - Tokuno-Kusuhara (JPN) : 1-2 (21-15, 17-21, 13-15)
Walsh-May (USA) - Celbova-Novakova (CZE) : 2-0 (21-17, 21-17)
| Rang | Nom                | Pays               | Pts | V | D | Sp | Sc | Diff |
| ---- | ------------------ | ------------------ | --- | - | - | -- | -- | ---- |
| 1    | Walsh-May          | États-Unis         | 6   | 3 | 0 | 6  | 0  | 6    |
| 2    | Celbova-Novakova   | République tchèque | 5   | 2 | 1 | 4  | 2  | 2    |
| 3    | Tokuno-Kusuhara    | Japon              | 4   | 1 | 2 | 2  | 5  | -3   |
| 4    | Kadijk R.-Leenstra | Pays-Bas           | 3   | 0 | 3 | 1  | 6  | -5   |

en gras, les athlètes qualifiées pour les huitièmes de finale
Poule B
- 1re journée (Dimanche 15 août)

Larrea Peraza-Fernandez Grasset (CUB) - Gattelli-Perrotta (ITA) : 2-1 (21-17, 18-21, 15-10)
Adriana Behar-Shelda (BRA) - Naidoo-Willand (RSA) : 2-0 (21-7, 21-10)
- 2e journée (Mardi 17 août)

Larrea Peraza-Fernandez Grasset (CUB) - Naidoo-Willand (RSA) : 2-0 (21-19, 21-16)
Adriana Behar-Shelda (BRA) - Gattelli-Perrotta (ITA) : 2-0 (21-17, 21-17)
- 3e journée (Jeudi 19 août)

Gattelli-Perrotta (ITA) - Naidoo-Willand (RSA) : 2-0 (21-18, 21-14)
Adriana Behar-Shelda (BRA) - Larrea Peraza-Fernandez Grasset (CUB) : 2-0 (21-14, 21-19)
| Rang | Nom                             | Pays           | Pts | V | D | Sp | Sc | Diff |
| ---- | ------------------------------- | -------------- | --- | - | - | -- | -- | ---- |
| 1    | Adriana Behar-Shelda            | Brésil         | 6   | 3 | 0 | 6  | 0  | 6    |
| 2    | Larrea Peraza-Fernandez Grasset | Cuba           | 5   | 2 | 4 | 4  | 3  | 1    |
| 3    | Gattelli-Perrotta               | Italie         | 4   | 1 | 2 | 3  | 4  | 1    |
| 4    | Naidoo-Willand                  | Afrique du Sud | 3   | 0 | 3 | 0  | 6  | -6   |

Poule C
- 1re journée (Dimanche 15 août)

Ana Paula-Sandra Pires (BRA) - Hakedal-Torlen (NOR) : 2-0 (21-18, 21-19)
Lahme-Müsch (GER) - Koutroumanídou-Arvaniti (GRE) : 2-1 (21-16, 16-21, 15-10)
- 2e journée (Mardi 17 août)

Ana Paula-Sandra Pires (BRA) - Koutroumanidou-Arvaniti (GRE) : 2-0 (21-13, 21-14)
Lahme-Müsch (GER) - Hakedal-Torlen (NOR) : 1-2 (21-13, 17-21, 12-15)
- 3e journée (Jeudi 19 août)

Ana Paula-Sandra Pires (BRA) - 'Lahme-Müsch (GER) : 1-2 (21-18, 15-21, 11-15)
Koutroumanidou-Arvaniti (GRE) - Hakedal-Torlen (NOR) : 2-1 (21-11, 21-23, 15-12)
| Rang | Nom                     | Pays      | Pts | V | D | Sp | Sc | Diff |
| ---- | ----------------------- | --------- | --- | - | - | -- | -- | ---- |
| 1    | Ana Paula-Sandra Pires  | Brésil    | 5   | 2 | 1 | 5  | 2  | 3    |
| 2    | Lahme-Müsch             | Allemagne | 5   | 2 | 1 | 5  | 4  | 1    |
| 3    | Koutroumanidou-Arvaniti | Grèce     | 4   | 1 | 2 | 3  | 5  | -2   |
| 4    | Hakedal-Torlen          | Norvège   | 4   | 1 | 2 | 3  | 5  | -2   |

Poule D
- 1re journée (Samedi 14 août)

Schnyder-Benoît-Kuhn (SUI) - Dumont-Martin (CAN) : 0-2 (16-21, 13-21)
McPeak-Youngs (USA) - Glesnes-Maaseide (NOR) : 2-0 (21-14, 21-14)
- 2e journée (Lundi 16 août)

Schnyder-Benoît-Kuhn (SUI) - Glesnes-Maaseide (NOR) 1-2 (18-21, 21-17, 13-15)
McPeak-Youngs (USA) - Dumont-Martin (CAN) : 2-1 (21-13, 12-21, 15-9)
- 3e journée (Mercredi 18 août)

McPeak-Youngs (USA) - Schnyder-Benoît-Kuhn (SUI) 2-1 (22-24, 21-17, 15-12)
Dumont-Martin (CAN) - Glesnes-Maaseide (NOR) 2-0 (21-19, 29-27)
| Rang | Nom                  | Pays       | Pts | V | D | Sp | Sc | Diff |
| ---- | -------------------- | ---------- | --- | - | - | -- | -- | ---- |
| 1    | McPeak-Youngs        | États-Unis | 6   | 3 | 0 | 6  | 2  | +4   |
| 2    | Dumont-Martin        | Canada     | 5   | 2 | 1 | 5  | 2  | +3   |
| 3    | Glesnes-Maaseide     | Norvège    | 4   | 2 | 1 | 2  | 5  | -3   |
| 4    | Schnyder-Benoît-Kuhn | Suisse     | 3   | 0 | 3 | 2  | 6  | -4   |

Poule E
- 1re journée (Samedi 14 août)

Pohl-Rau (GER) - L.Wang-W.H. You (CHN) : 2-0 (21-17, 21-18)
Cook-Sanderson (AUS) - Yanchulova-Yanchulova (BUL) : 2-0 (21-16, 21-12)
- 2e journée (Lundi 16 août)

Pohl-Rau (GER) - Yanchulova-Yanchulova (BUL) : 1-2 (21-18, 19-21, 13-15)
Cook-Sanderson (AUS) - L.Wang-W.H. You (CHN) : 2-1 (21-19, 17-21, 17-15)
- 3e journée (Mercredi 18 août)

L.Wang-W.H. You (CHN) - Yanchulova-Yanchulova (BUL) : 0-2 (19-21, 17-21)
Cook-Sanderson (AUS) - Pohl-Rau (GER) : 0-2 (10-21, 20-22)
| Rang | Nom                   | Pays      | Pts | V | D | Sp | Sc | Diff |
| ---- | --------------------- | --------- | --- | - | - | -- | -- | ---- |
| 1    | Pohl-Rau              | Allemagne | 5   | 2 | 1 | 5  | 2  | +2   |
| 2    | Cook-Sanderson        | Australie | 5   | 2 | 1 | 4  | 3  | +1   |
| 3    | Yanchulova-Yanchulova | Bulgarie  | 5   | 2 | 1 | 2  | 5  | -3   |
| 4    | L.Wang-W.H. You       | Chine     | 3   | 0 | 3 | 1  | 6  | -5   |

Poule F
- 1re journée (Samedi 14 août)

Tian Jia-Wang Fei (CHN) - Lochowicz-Pottharst (AUS) : 0-2 (18-21, 18-21)
Sfyri-Karadassiou (GRE) - Gaxiola-Garcia (MEX) : 2-0 (21-17, 21-13)
- 2e journée (Lundi 16 août)

Tian Jia-Wang Fei (CHN) - Gaxiola-Garcia (MEX) : 2-0 (21-19, 21-15)
Sfyri-Karadassiou (GRE) - Lochowicz-Pottharst (AUS) : 1-2 (15-21, 21-15, 14-16)
- 3e journée (Mercredi 18 août)

Lochowicz-Pottharst (AUS) - Gaxiola-Garcia (MEX) : 2-0 (26-24, 22-20)
Sfyri-Karadassiou (GRE) - Tian Jia-Wang Fei (CHN) : 2-0 (21-14, 21-17)
| Rang | Nom                 | Pays      | Pts | V | D | Sp | Sc | Diff |
| ---- | ------------------- | --------- | --- | - | - | -- | -- | ---- |
| 1    | Lochowicz-Pottharst | Australie | 6   | 3 | 0 | 6  | 1  | +5   |
| 2    | Sfyri-Karadassiou   | Grèce     | 5   | 2 | 1 | 5  | 2  | +3   |
| 3    | Tian Jia-Wang Fei   | Chine     | 4   | 2 | 1 | 2  | 4  | -2   |
| 4    | Gaxiola-Garcia      | Mexique   | 3   | 0 | 3 | 0  | 6  | -6   |

### Huitièmes de finale
20 - 21 août
- Yanchulova-Yanchulova (BUL) - Adriana Behar-Shelda (BRA) : 1-2 (21-18, 16-21, 11-15)
- Celbova-Novakova (CZE) - Mcpeak-Youngs (USA) : 0-2 (16-21, 16-21)
- Koutroumanidou-Arvaniti (GRE) - Pohl-Rau (GER) : 1-2 (12-21, 21-19, 11-15)
- Walsh-May (USA) - Tian Jia-Wang Fei (CHN) : 2-0 (21-11, 21-18)
- Ana Paula-Sandra Pires (BRA) - Sfyri-Karadassiou (GRE) : 2-0 (21-16, 21-19)
- Lochowicz-Pottharst (AUS) - Cook-Sanderson (AUS) : 0-2 (15-21, 16-21)
- Lahme-Musch (GER) - Perrotta-Gattelli (ITA) : 1-2 (21-16, 17-21, 19-21)
- L. Peraza-F. Grasset (CUB) - Dumont-Martin (CAN) : 0-2 (18-21, 19-21)

### Quarts de finale
Dimanche 22 août
- Ana Paula-Sandra Pires (BRA) - Adriana Behar-Shelda (BRA) : 1-2 (21-15, 13-21, 13-15)
- Perrotta-Gattelli (ITA) - Cook-Sanderson (AUS) : 1-2 (16-21, 21-14, 12-15)
- Pohl-Rau (GER) - Mcpeak-Youngs (USA) : 0-2 (17-21, 17-21)
- Walsh-May (USA) - Dumont-Martin (CAN) : 2-0 (21-19, 21-14)

### Demi-finales
Lundi 23 août
- Cook-Sanderson (AUS) - Adriana Behar-Shelda (BRA) : 0-2 (17-21, 16-21)
- Walsh-May (USA) - Mcpeak-Youngs (USA) : 2-0 (21-18, 21-15)

### Match pour la3eplace
Mardi 24 août
- Holly McPeak-Elaine Youngs (USA) - Natalie Cook-Nicole Sanderson (AUS) : 2-1 (21-18, 15-21, 15-9)

### Finale
Mardi 24 août
- Kerri Walsh-Misty May ( États-Unis) - Adriana Behar-Shelda Bede ( Brésil) : 2-0 (21-17, 21-11)

## Volley-ball de plage hommes

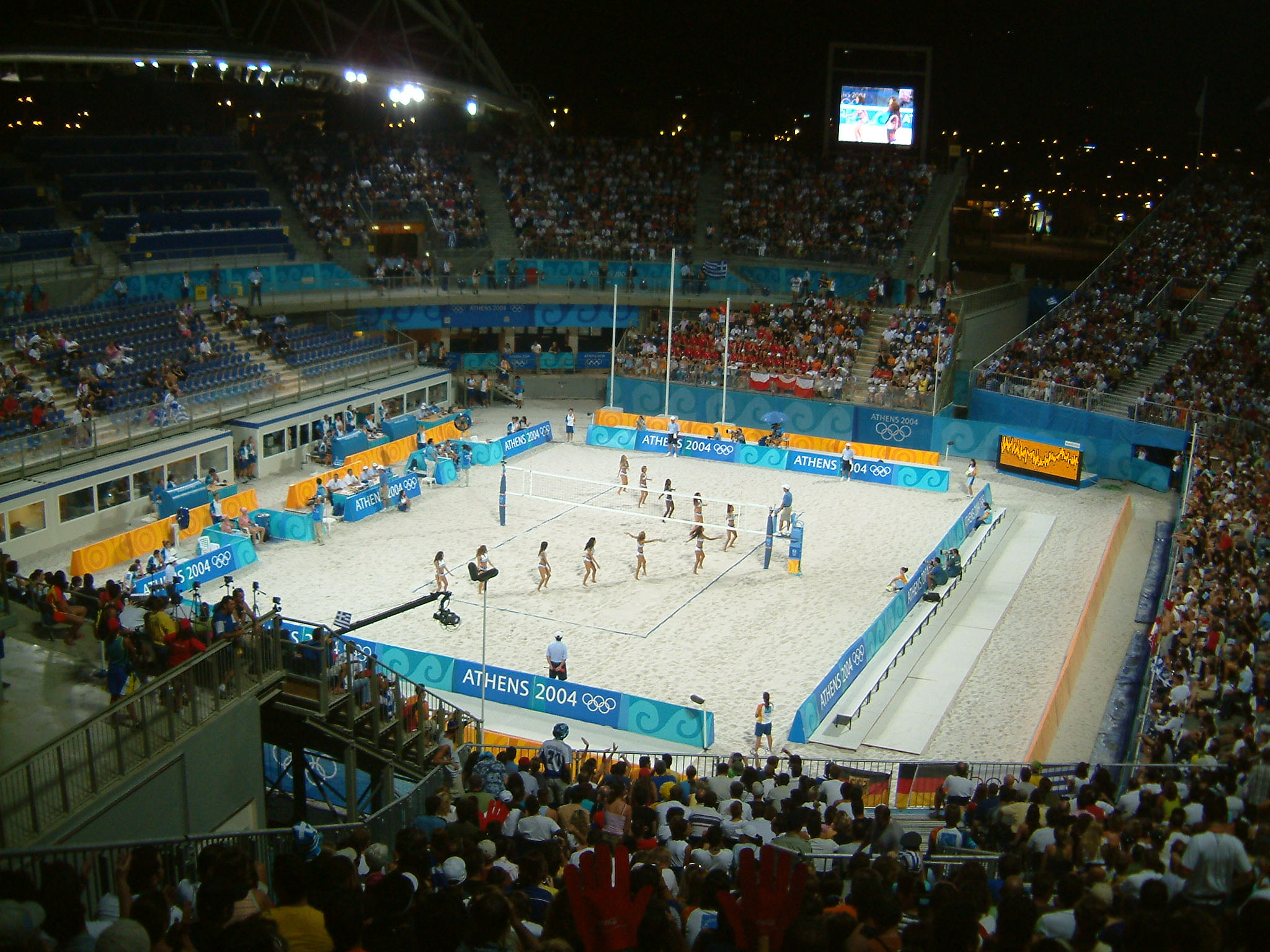
Compétition de volley-ball de plage au complexe olympique de la zone côtière de Fáliro.

### Éliminatoires
Du 14 au 19 août
Poule A
- 1re journée (Dimanche 15 août)

Holdren-Metzger (USA) - Schacht-Slack (AUS) : 2-1 (22-24, 24-22, 15-13)
Ricardo-Emanuel (BRA) - Maaseide-Horrem (NOR) : 2-1 (21-15, 19-21, 15-10)
- 2e journée (Mardi 17 août)

Holdren-Metzger (USA) - Maaseide-Horrem (NOR) : 1-2 (21-14, 15-21, 14-16)
Ricardo-Emanuel (BRA) - Schacht-Slack (AUS) : 2-0 (21-17, 21-17)
- 3e journée (Jeudi 19 août)

Schacht-Slack (AUS) - Maaseide-Horrem (NOR) : 2-0 (21-18, 21-17)
Ricardo-Emanuel (BRA) - Holdren-Metzger (USA) : 2-0 (21-17, 21-10)
| Rang | Nom             | Pays       | Pts | V | D | Sp | Sc | Diff |
| ---- | --------------- | ---------- | --- | - | - | -- | -- | ---- |
| 1    | Ricardo-Emanuel | Brésil     | 6   | 2 | 0 | 6  | 1  | 5    |
| 2    | Holdren-Metzger | États-Unis | 4   | 1 | 2 | 3  | 5  | -2   |
| 3    | Schacht-Slack   | Australie  | 4   | 1 | 2 | 3  | 4  | -1   |
| 4    | Maaseide-Horrem | Norvège    | 4   | 1 | 2 | 3  | 5  | -2   |

en gras, les athlètes qualifiés pour les huitièmes de finale
Poule B
- 1re journée (Dimanche 15 août)

Dieckmann Ch.-Scheuerpflug (GER) - Alvarez-Rossell (CUB) : 2-1 (21-19, 19-21, 15-10)
Benjamin-Marcio Araujo (BRA) - Canet-Hamel (FRA) : 2-0 (21-13, 21-14)
- 2e journée (Mardi 17 août)

Dieckmann Ch.-Scheuerpflug (GER) - Canet-Hamel (FRA) : 1-2 (21-17, 18-21, 10-15)
Benjamin-Marcio Araujo (BRA) - Alvarez-Rossell (CUB) : 2-0 (23-21, 22-20)
- 3e journée (Jeudi 19 août)

Alvarez-Rossell (CUB) - Canet-Hamel (FRA) : 2-0 (21-18, 21-19)
Benjamin-Marcio Araujo (BRA) - Dieckmann Ch.-Scheuerpflug (GER) : 0-2 (20-22, 17-21)
| Rang | Nom                        | Pays      | Pts | V | D | Sp | Sc | Diff |
| ---- | -------------------------- | --------- | --- | - | - | -- | -- | ---- |
| 1    | Dieckmann Ch.-Scheuerpflug | Allemagne | 5   | 2 | 1 | 5  | 3  | 2    |
| 2    | Benjamin-Marcio Araujo     | Brésil    | 5   | 2 | 1 | 4  | 2  | 2    |
| 3    | Alvarez-Rossell            | Cuba      | 4   | 1 | 2 | 3  | 4  | -1   |
| 4    | Canet-Hamel                | France    | 4   | 1 | 2 | 2  | 5  | -3   |

Poule C
- 1re journée (Dimanche 15 août)

Laciga M.-Laciga P. (SUI) - Nowotny-Gartmayer (AUT) : 2-0 (21-14, 21-14)
Berger-Gosch (AUT) - Bosma-Herrera (ESP) : 0-2 (14-21, 13-21)
- 2e journée (Mardi 17 août)

Laciga M.-Laciga P. (SUI) - Bosma-Herrera (ESP) : 1-2 (19-21, 21-17, 9-15)
Berger-Gosch (AUT) - Nowotny-Gartmayer (AUT) : 2-0 (21-17, 21-17)
- 3e journée (Jeudi 19 août)

Laciga M.-Laciga P. (SUI) - Berger-Gosch (AUT) : 2-0 (21-17, 21-19)
Bosma-Herrera (ESP) - Nowotny-Gartmayer (AUT) : 2-1 (21-19, 19-21, 15-11)
| Rang | Nom                 | Pays     | Pts | V | D | Sp | Sc | Diff |
| ---- | ------------------- | -------- | --- | - | - | -- | -- | ---- |
| 1    | Bosma-Herrera       | Espagne  | 6   | 3 | 0 | 6  | 2  | 4    |
| 2    | Laciga M.-Laciga P. | Suisse   | 5   | 2 | 1 | 5  | 2  | 3    |
| 3    | Berger-Gosch        | Autriche | 4   | 1 | 2 | 2  | 4  | -2   |
| 4    | Nowotny-Gartmayer   | Autriche | 3   | 0 | 3 | 1  | 6  | -5   |

Poule D
- 1re journée (Samedi 14 août)

Kjemperud-Hoidalen (NOR) - Berg B.-Dahl (SWE) : 0-2 (13-21, 18-21)
Dieckmann M.-Reckermann (GER) - Hernandez-Papaleo (PUR) : 2-0 (21-14, 21-13)
- 2e journée (Lundi 16 août)

Kjemperud-Hoidalen (NOR) - Hernandez-Papaleo (PUR) : 2-1 (18-21, 21-19, 15-10)
Dieckmann M.-Reckermann (GER) - Berg B.-Dahl (SWE) : 2-0 (21-16, 21-15)
- 3e journée (Mercredi 18 août)

Berg B.-Dahl (SWE) - Hernandez-Papaleo (PUR) : 2-1 (19-21, 21-16, 18-16)
Dieckmann M.-Reckermann (GER) - Kjemperud-Hoidalen (NOR) : 1-2 (24-22, 24-26, 13-15)
| Rang | Nom                     | Pays       | Pts | V | D | Sp | Sc | Diff |
| ---- | ----------------------- | ---------- | --- | - | - | -- | -- | ---- |
| 1    | Dieckmann M.-Reckermann | Allemagne  | 5   | 2 | 1 | 5  | 2  | +3   |
| 2    | Berg B.-Dahl            | Suède      | 5   | 2 | 1 | 4  | 3  | +1   |
| 3    | Kjemperud-Hoidalen      | Norvège    | 4   | 2 | 1 | 4  | 4  | 0    |
| 4    | Hernandez-Papaleo       | Porto Rico | 3   | 0 | 3 | 2  | 6  | -4   |

Poule E
- 1re journée (Samedi 14 août)

Heuscher-Kobel (SUI) - Child-Heese (CAN) : 2-0 (28-26, 21-18)
Blanton-Nygaard (USA) - Prosser-Williams (AUS) : 0-2 (16-21, 14-21)
- 2e journée (Lundi 16 août)

Heuscher-Kobel (SUI) - Prosser-Williams (AUS) : 2-1 (16-21, 22-20, 15-9)
Blanton-Nygaard (USA) - Child-Heese (CAN) : 0-2 (16-21, 10-21)
- 3e journée (Mercredi 18 août)

Heuscher-Kobel (SUI) - Blanton-Nygaard (USA) : 2-1 (21-16, 13-21, 15-13)
Prosser-Williams (AUS) - Child-Heese (CAN) : 2-1 (21-13, 15-21, 15-12)
| Rang | Nom              | Pays       | Pts | V | D | Sp | Sc | Diff |
| ---- | ---------------- | ---------- | --- | - | - | -- | -- | ---- |
| 1    | Heuscher-Kobel   | Suisse     | 6   | 3 | 0 | 6  | 2  | +4   |
| 2    | Prosser-Williams | Australie  | 5   | 2 | 1 | 5  | 5  | 0    |
| 3    | Child-Heese      | Canada     | 4   | 1 | 2 | 3  | 4  | -1   |
| 4    | Blanton-Nygaard  | États-Unis | 3   | 0 | 3 | 1  | 6  | -5   |

Poule F
- 1re journée (Samedi 14 août)

Baracetti-Conde (ARG) - Maia-Brenha (POR) : 2-1 (13-21, 21-16, 15-5)
Michalopoulos-Beligratis (GRE) - Rorich-Pocock C. (RSA) : 1-2 (16-21, 26-24, 10-15)
- 2e journée (Lundi 16 août)

Michalopoulos-Beligratis (GRE) - Maia-Brenha (POR) : 0-2 (14-21, 19-21)
Baracetti-Conde (ARG) - Rorich-Pocock C. (RSA) : 2-0 (21-13, 21-15)
- 3e journée (Mercredi 18 août)

Maia-Brenha (POR) - Rorich-Pocock C. (RSA) : 0-2 (20-22, 20-22)
Michalopoulos-Beligratis (GRE) - Baracetti-Conde (ARG) : Blessure
| Rang | Nom                      | Pays           | Pts | V | D | Sp | Sc | Diff |
| ---- | ------------------------ | -------------- | --- | - | - | -- | -- | ---- |
| 1    | Baracetti-Conde          | Argentine      | 6   | 3 | 0 | 6  | 1  | +5   |
| 2    | Rorich-Pocock C.         | Afrique du Sud | 5   | 2 | 1 | 4  | 3  | +1   |
| 3    | Maia-Brenha              | Portugal       | 4   | 1 | 2 | 3  | 4  | -1   |
| 4    | Michalopoulos-Beligratis | Grèce          | 3   | 1 | 3 | 1  | 6  | -5   |

### Huitièmes de finale
Vendredi 20 et samedi 21 août
- Bosma-Herrera (ESP) - Berg-Dahl (SWE) : 2-0 (21-16, 21-17)
- Holdren-Metzger (USA) - Dieckmann-Reckermann (GER) : 2-1 (21-16, 19-21, 15-13)
- Maia-Brenha (POR) - Heuscher-Kobel (SUI) : 0-2 (18-21, 19-21)
- Ricardo-Emanuel (BRA) - Kjemperud-Hoidalen (NOR) : 2-1 (21-15, 19-21, 15-6)
- Schacht-Slack (AUS) - Dieckmann-Scheuerpflug (GER) : 0-2 (19-21, 12-21)
- Rorich-Pocock (RSA) - Prosser-Williams (AUS) : 0-2 (14-21, 10-21)
- Baracetti-Conde (ARG) - Child-Heese (CAN) : 0-2 (17-21, 17-21)
- Benjamin-Marcio Araujo (BRA) - Laciga M.-Laciga P. (SUI) : 1-2 (19-21, 21-19, 12-15)

### Quarts de finale
- Dimanche 22 août
- Prosser-Williams (AUS) - Dieckmann-Scheuerpflug (GER) : 2-1 (16-21, 21-19, 15-10)
- Bosma-Herrera (ESP) - Child-Heese (CAN) : 2-1 (22-24, 21-19, 18-16)
- Heuscher-Kobel (SUI) - Holdren-Metzger (USA) : 2-0 (21-16, 21-19)
- Ricardo-Emanuel (BRA) - Laciga M.-Laciga P. (SUI) : 2-0 (21-13, 21-16)

### Demi-finales
Lundi 23 août
- Bosma-Herrera (ESP) - Prosser-Williams (AUS) : 2-0 (21-18, 21-18)
- Ricardo-Emanuel (BRA) - Heuscher-Kobel (SUI) : 2-1 (21-14, 19-21, 15-12)

### Match pour la3eplace
Mercredi 25 août
- Heuscher-Kobel (SUI) - Prosser-Williams (AUS) : 2-1 (19-21, 21-17, 15-13)

### Finale
Mercredi 25 août
- Ricardo-Emanuel (BRA) - Bosma-Herrera (ESP) : 2-0 (21-16, 21-15)